# Söderledstunneln

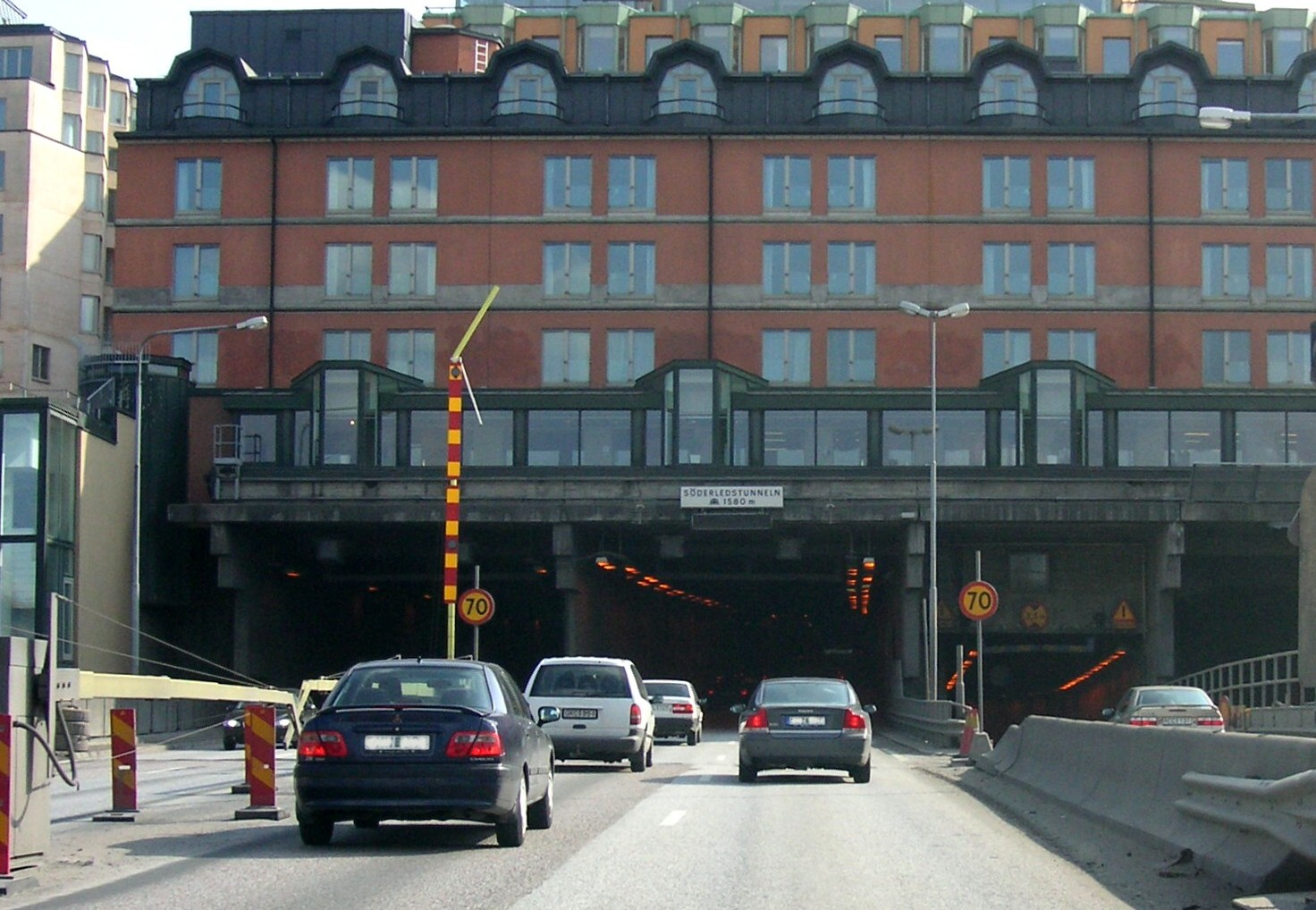
Die nördliche Tunneleinfahrt

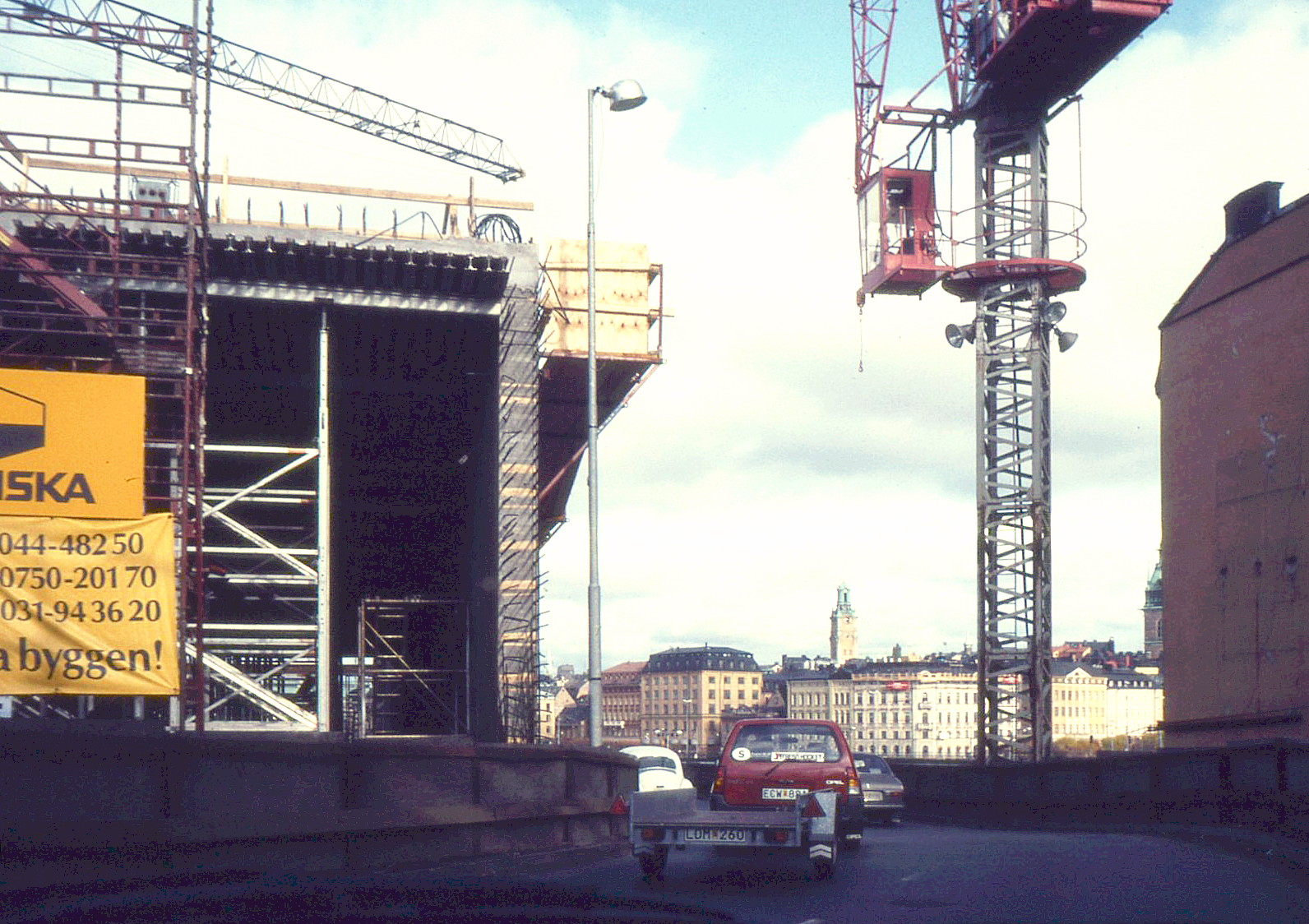
Der Tunnel im Bau 1984

Der Söderledstunneln (auf Deutsch südliche Tunnelverbindung) ist ein Tunnel im Zentrum der schwedischen Hauptstadt Stockholm. Er liegt zwischen der Centralbron und der Johanneshovsbron im Stadtteil Södermalm. Der Tunnel hat eine Länge von 1550 Metern und durchquert Södermalm von Nord nach Süd.
Baubeginn war am 9. Oktober 1984. Der Neubau sollte den alten offenen Straßenschacht, der 1944 unter dem Namen Södergatan errichtet worden war, eintunneln. Dieser etwa 650 Meter lange Straßenschacht zerschnitt die nördlichen Teile von Södermalm; beim Bau waren viele historische Wohnviertel abgerissen worden.
Im Jahr 1966 wurde ein kurzes, 150 Meter langes Teilstück des Tunnels im Zuge von Neubebauung angelegt, aufgrund fehlender Straßenschlüsse aber noch nicht dem Verkehr übergeben. Die Eintunnelung wurde im Januar 1991 fertig, sie bereitete gleichzeitig den Baugrund für neue, auf dem Tunnel gegründete Wohnblocks vor, mit denen die zuvor abgerissenen Wohnhäuser ersetzt werden sollten.
Der Tunnel hat eine Breite von 7,25 Metern und eine Höhe von 4,50 Metern. Er besteht aus zwei Röhren mit jeweils zwei Fahrspuren pro Richtung. 110 Meter des Tunnels sind nicht verkleidet und befinden sich im Fels, die übrigen 1400 Meter sind mit einer Betonkonstruktion ausgebaut. Der Tunnel wurde zuletzt 2011 umfassend renoviert.